# سيرهي كراكوفسكي
سيرهي كراكوفسكي (مواليد 11 أغسطس 1960) هو لاعب كرة قدم. لعب مع منتخب الاتحاد السوفيتي لكرة القدم. سبق له أن لعب في كأس العالم لكرة القدم مع منتخب بلاده.

## روابط خارجية
- سيرهي كراكوفسكي على موقع الاتحاد الدولي (مؤرشف)  (الإنجليزية)
- سيرهي كراكوفسكي على موقع قاعدة بيانات كرة القدم.إي يو (الإنجليزية)
- سيرهي كراكوفسكي على موقع عالم كرة القدم.نت (الإنجليزية)